# 平諾湖 (梅克倫堡-前波美拉尼亞州)

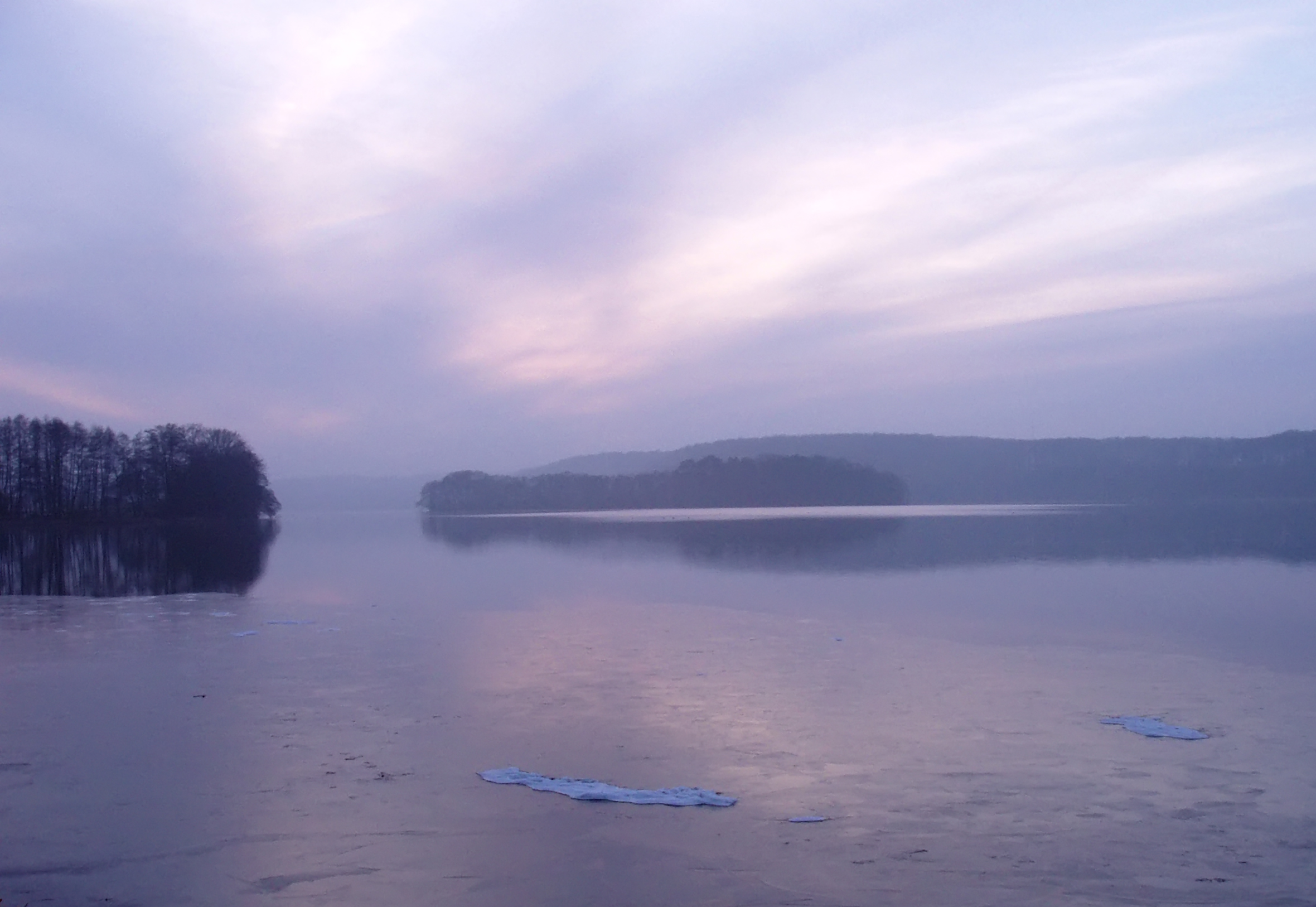

53°36′13″N 11°31′37″E / 53.60361°N 11.52694°E
平諾湖（德語：Pinnower See），是德國的湖泊，位於該國東北部梅克倫堡-前波美拉尼亞州，處於什未林以東，長2.9公里、寬1.7公里，面積2.6平方公里，海拔高度28米，平均水深6.7米，最大水深16米，水體容量1,743萬立方米。